# Побједа (новине)
Побједа је црногорски дневни лист са сједиштем у Подгорици. Залаже се за црногорски етнички национализам и наклоњена је Демократској партији социјалиста Црне Горе (ДПС), уз изражену антисрпску реторику.

## Историја
Први број Побједе објављен је током Другог свјетског рата 24. октобра 1944. године у Никшићу у оквиру Националног ослободилачког фронта Црне Горе. Публикован је као „Лист cоцијалистичког савеза радног народа Црне Горе“. Од 19. новембра 1944. године до 6. јуна 1954. излази на Цетињу. Од тада Побједа почиње да се издаје у (Титограду) Подгорици.
Као и све остале новине сагласно друштвеном систему и уставном поретку СФР Југославије, биле cу под контролом и доминацијом Социјалистичког савеза радног народа Југославије и Савеза комуниста Југославије. Од 2010. године Побједа се по први пут у својој историји (од 66 године излажења) штампа на латиничном писму.

## Значај и утицај
У условима тек ослобођене земље читалачка публика је прихватила Побједу поштено и искрено. У вријеме СФР Југославије, Побједа ce продавала на киосцима у Београду, Новом Саду, Приштини, Љубљани, Загреб у Сарајеву, Скопљу и другим већим градовима у Босни и Херцеговини, Македонији, Србији, Хрватској и Словенији. Побједа је била двонедељник и недељник, да би од 1. јануара 1975. године постала дневни лист, на основу пројекта Николе Лекића, београдског уредника и новинара.
До 1990-их су биле једине дневне новине у Црној Гори. У осамдесетодишњој историји овог листа тешко да се може наћи иоле значајнији писац у црногорској, српској, па и у књижевности СФР Југославије који није био сарадник Побједе.

## Значајни новинари и сарадници „ Побједе“
- Михаило Лалић
- Никола Лекић
- Драган Лакићевић
- Витомир Вито Николић

## Директори
- Мило Краљ (1970—1974)
- Светозар Дурутовић (1974—1978)
- Марко Шпадијер (1978—1982)
- Петар Бошковић (1982—1984)
- Видоје Конатар (1984—1995)
- Драган Ђуровић (1995—2001)